# Billy McWha
Billy McWha (1862 – 15 luglio 1886) è stato un calciatore nordirlandese, di ruolo attaccante.

## Palmarès

### Club

#### Competizioni nazionali
- Irish Cup: 1

Cliftonville: 1882-1883